# クリサンテノン
クリサンテノン (chrysanthenone) は、化学式がC10H14Oのモノテルペンの一つ。1957年に、キク属植物Chrysanthemum sinense SABINから初めて単離された。化合物名は、キク属の学名Chrysanthemumに由来する。
光化学的転位反応により異性体のベルベノンから合成することができる。